# 1169 ألويني
ألويني 1169 هو الكويكب رقم 1169 الذي اكتشافه عالم الفلك ماكس ولف من مرصد هايدلبرغ وكان ذلك في 30 أغسطس من عام 1930 في ألمانيا. 